# Gnaphosa zyuzini
Gnaphosa zyuzini är en spindelart som beskrevs av Ovtsharenko, Platnick och Song 1992. Gnaphosa zyuzini ingår i släktet Gnaphosa och familjen plattbuksspindlar.
Artens utbredningsområde är Kazakstan. Inga underarter finns listade i Catalogue of Life.